# 南町田グランベリーパーク
南町田グランベリーパーク（みなみまちだグランベリーパーク）は、東京都町田市鶴間に所在する東急と町田市による再開発エリア（まち）の名称。
本項ではかつてこの地で営業していたアウトレットモール「グランベリーモール」についても記述する。

## 概要
当エリアは東急田園都市線・南町田グランベリーパーク駅南側に位置し、オープンモール型のアウトレット複合商業施設「グランベリーパーク」および鶴間公園、中間部分に当たるパークライフ・サイトからなり、エリア全体の面積は約22万m2に及ぶ。2024年にはエリア内にタワーマンション「ドレッセタワー南町田グランベリーパーク」が完成した。

### 社用地の暫定利用（1977年 - 1999年）
1976年（昭和51年）10月15日の南町田駅開業以降も、駅南側には未利用の社有地（東急田園都市線の延伸を念頭に1961年（昭和36年）から東京急行電鉄が買収してきた）が広がっていた。駅開業前の1972年（昭和47年）5月に事業が開始された「南町田第一土地区画整理事業」では東京急行電鉄が当初、事業地内の一部（現在のグランベリーパークセントラルコート付近）に売場面積5万m2以上、自動車の駐車台数3000台、事業費400億円という大規模な郊外大型ショッピングセンター（RSC）の計画を立案していた。しかし、当時の景気後退や石油危機による物価高騰の影響、町田駅前への東急百貨店（現在の町田東急ツインズ）の進出決定などを受けて計画が立ち消えとなり、同地の利用方法を検討した結果、1977年（昭和52年）4月に東急ストア南町田店が開業した以外は、1978年（昭和53年）にグラウンド（野球場など）が整備されたほか、駐車場や住宅展示場などとして長らく暫定利用することになった。
その後、東京急行電鉄の若手社員の発案で米国郊外のフリーウェイ沿いに広大な敷地を有したショッピングモールのような大型商業施設の建設が提案され、当初は日本で受け入れられるかどうかは未知数だったことから、10年間の期間限定という条件で社内からゴーサインが出され、1997年（平成9年）8月に都市開発事業部内に「南町田プロジェクト推進部」が発足した。新施設では短期間で資金回収を図るため、従来の施設とは一線を画した低投資・軽装備の平屋建て中心の商業施設が建設されることになり、1998年（平成10年）6月1日に「南町田ショッピングセンター（仮称）」として計画が発表された。1999年（平成11年）4月14日に起工式が行われ、同年6月28日には「（仮称）南町田ショッピングセンター」の名称を「グランベリーモール (GRANDBERRY MALL)」とすることが発表された。
「GRANDBERRY」とは「壮大な」という意味の「GRAND」と「果実」という意味の「BERRY」を組み合わせた造語で、「上空から見ると果実のような形をした約87,000 m2もの広大な敷地に計画された、アメリカンテイストなオープンモール型ショッピングセンター」を表現し、「果実のようにみんなに親しまれ、期待感を持たれながら成長する存在でありたい」という願いを込めて名付られた。

### グランベリーモールの開業（2000年 - 2017年）
2000年（平成12年）4月21日、前述の社用地にアパレル・雑貨等を中心に取り扱った屋外型アウトレットモール「グランベリーモール (GRANDBERRY MALL)」が開業した。また、ファクトリー・アウトレット商品を取り扱う店舗が多数あった他、フードコート、スーパーマーケットもあり一通りの買い物が楽しめる施設であった。さらに郵便局や市役所連絡所、コンビニエンスストアも備え、周辺住民の日常的な用足しにも対応していた。
2006年（平成18年）3月17日には、同モール初の屋内型モールとして鉄骨造4階建ての新棟「オアシスプラザ」が建設され、テナントとして映画館（109シネマズ）などが新たに開業した。
ハロウィンやクリスマスなどにはイベントが行われ、クリスマスシーズンになると大きなクリスマスツリーが設置されていた。また、モール内テナントのモンベル店舗内には巨大な人工の岩場が作られており、インストラクターの指導のもとロッククライミングを体験することができ、モール内でも人気のスポットとなっていた。
前述通り、当初10年程度の暫定施設として計画・開設されたものだったが、その後開業から10年が過ぎても営業が継続されていたところではあったが、建物や設備などの老朽化が進んでいることに加え、近隣の競合する商業開発が進んできているという課題があった。一方で、周辺の住宅開発の進展、国道16号町田立体等の幹線道路の整備、南町田駅の北口整備等を契機として、2015年6月に新たなまちづくりの指針となる「南町田駅周辺地区拠点整備基本方針」が町田市によって策定された。
これを踏まえ、町田市と東急の共同による「南町田拠点創出まちづくりプロジェクト」が立ち上げられ、旧グランベリーモールや鶴間公園、住宅や駅前広場などを一体的に再整備する計画が進められることとなり、2017年（平成29年）2月12日をもって閉館（郵便局・市役所連絡所・東急ストア・銀行ATMの一部は閉鎖後も館内で営業を続け、同年2月28日までに全館が閉鎖された）となった。

### 駅周辺の再整備（2017年 - 2019年）
グランベリーモール閉館後は、オアシスプラザ（現・ワンダーシアター）を除いて施設の解体が進められ、併せて周辺一帯の再整備が進められた。
再整備後のまち全体の名称は「南町田グランベリーパーク (MINAMIMACHIDA GRANDBERRY PARK)」となり、2019年（令和元年）11月13日にまちびらきを迎えた。また、同日開業した当エリア内の商業施設の名称も「グランベリーパーク (GRANDBERRY PARK)」となった。さらにまちびらきに先立って、最寄駅の南町田駅についても同年10月1日に駅名が「南町田グランベリーパーク駅」に改称された。

### まちびらき後の動き（2021年 - ）
一方、商業施設（ステーションコート）東側の土地は「都市型住宅ゾーン」として計画されていたものの、予定地の立体駐車場はまちびらき後もしばらく残され、周辺混雑緩和に伴う商業施設用の臨時駐車場として暫定利用された後、2024年1月にタワーマンション「ドレッセタワー南町田グランベリーパーク」が完成した。
また、商業施設（セントラルコート）南側の旧ケーズデンキ跡地（東急所有地）も混雑時のみ開放する臨時駐車場として暫定利用されているが、こちらは「複合利用ゾーン」として町田市と東急が土地活用方法の検討を進めている（土地区画整理事業は2022年9月末に完了）。

## 歴史

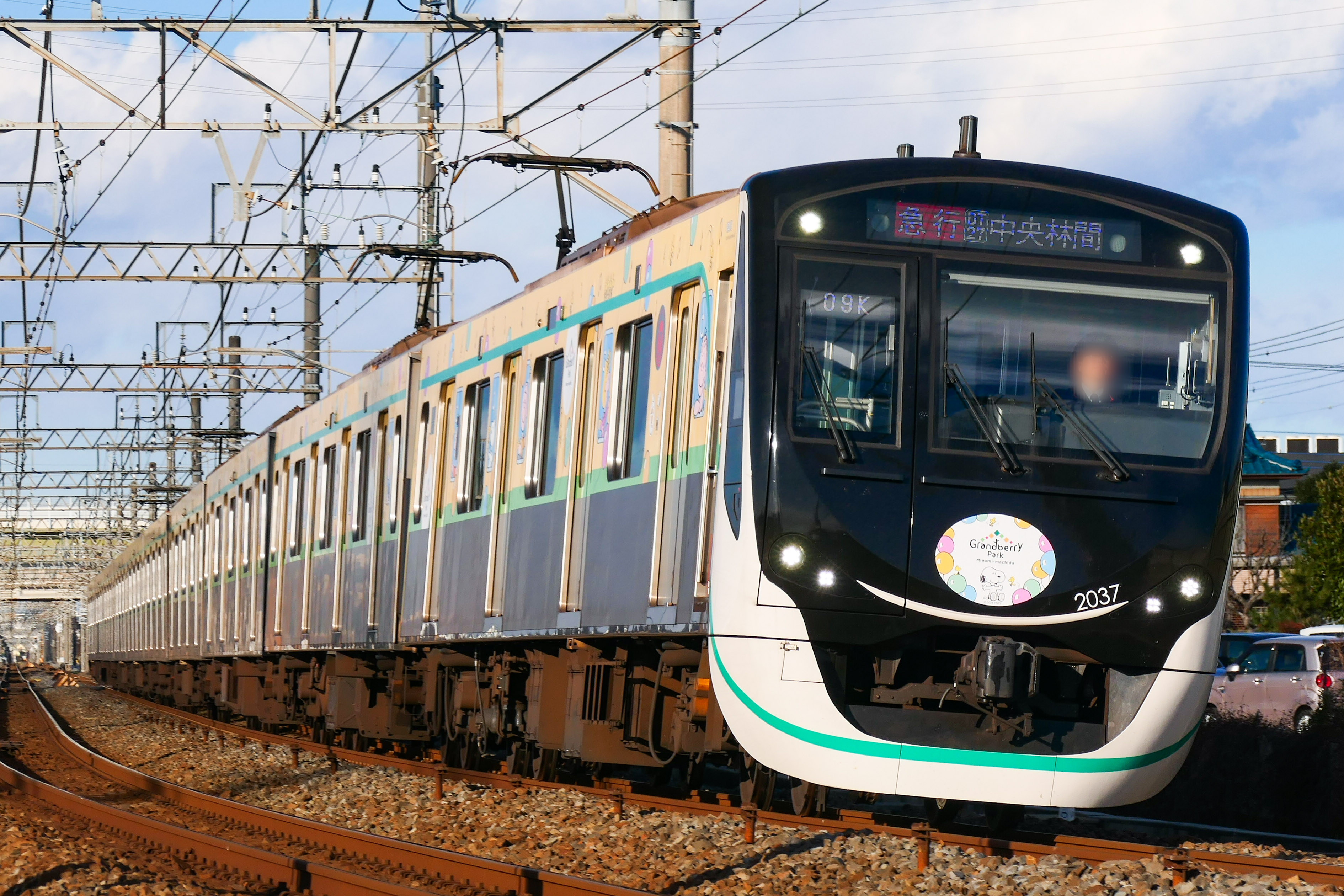
東急2020系 南町田グランベリーパーク号

- 1977年（昭和52年）4月1日 - 東急ストア南町田店が開業（現在の商業施設「グランベリーパーク」のステーションコート付近）[6][38]。
- 1978年（昭和53年）
  - 3月18日 - 駅前社用地（現在の商業施設「グランベリーパーク」のセントラルコート）に、暫定施設として「貸し野球場（3面）」を開設[7]。
  - 8月20日 - 貸し野球場にソフトボールと少年野球専用の「中球場」と軟式野球専用の「北球場」を増設[7]。
- 1998年（平成10年）6月1日 - 「南町田ショッピングセンター（仮称）」として、駅前貸し野球場などの跡地に大規模なショッピングセンターを建設することを発表[9]。
- 1999年（平成11年）6月28日 - 「（仮称）南町田ショッピングセンター」の名称を「グランベリーモール (GRANDBERRY MALL)」に決定[10]。
- 2000年（平成12年）4月21日 - 「グランベリーモール」開業[11][12][16]。
- 2006年（平成18年）3月17日 - 109シネマズなどが入居した「オアシススクエア」がオープン[15][39]。
- 2009年（平成21年）12月1日 - 町田市役所 南町田駅前連絡所（南町田リエゾン）がオープン[40]。
- 2017年（平成29年）2月12日 - 一体再開発計画のため、「グランベリーモール」が閉館（一部を除く、同月末に完全閉鎖）[13][41]。
- 2019年（令和元年）
  - 11月13日 - 跡地に商業施設や公園などからなる「南町田グランベリーパーク」が完成し、まちびらきを迎えた[30][31]。
  - 12月14日 - エリア内のパークライフ・サイトに「スヌーピーミュージアム」が開館。
- 2024年（令和6年）
  - 1月 - 分譲タワーマンション「ドレッセタワー南町田グランベリーパーク」が完成[3]。
  - 10月7日 - まちびらき5周年を記念し、ラッピング電車「南町田グランベリーパーク号」が運行開始[42]。

## 受賞歴
2019年の街びらき以降、官民一体で取り組んだシームレスなまちの構造と質の高い空間整備が高く評価され、南町田グランベリーパークのまちづくりにおいて様々な賞を受賞している。
- 令和2年度都市景観大賞 都市空間部門「国土交通大臣賞」受賞（2020年）[43]
- 第40回緑の都市賞「国土交通大臣賞」受賞（2020年）[44]
- 第8回プラチナ大賞「優秀賞・新しい時代のまちづくり賞」受賞（2020年）[44]
- 第1回グリーンインフラ大賞 都市空間部門「優秀賞」受賞（2021年）[45]
- 土木学会デザイン賞2021「優秀賞」受賞（2021年）[46]
- 第31回地球環境大賞「大賞（グランプリ）」受賞（2023年）[47]

## 商業施設「グランベリーパーク」
座標: 北緯35度30分35.9秒 東経139度28分14.6秒 / 北緯35.509972度 東経139.470722度
施設建替後の店舗床面積は建替前（旧グランベリーモール）の約3.3万m2から約5.3万m2、店舗数は建替前の98店舗から241店舗、駐車場台数は建替前の約1,400台から2,027台と大幅に規模が拡大しており、併せて施設名も「グランベリーパーク (GRANDBERRY PARK)」に改称された。TOKYUポイント加盟店。
また、施設デザインにはラグアルダ・ロウ・棚町建築事務所のデザイナー、パブロ・ラグアルダを起用し、広々とした空間にオープンモール型の商業施設が並ぶ「ヴィレッジ型空間」をコンセプトとしている。

### フロア構成・主要テナント
玄関口となる駅側エリアの「ステーションコート」（東急ストアなどが出店）とメインエリアの「セントラルコート」（アウトレット店舗などが軒を連ねる）からなり、さらにセントラルコートには6つのパビリオンも置かれている（フロア・テナントの詳細は公式サイト内「フロアガイド」を参照）。ステーションコートとセントラルコートは人道橋「グランベリーブリッジ」で結ばれ、地上に降りることなく両施設間を行き来することが出来る。
ワンダーシアター正面の広場「シアタープラザ」には約300インチのヒビノ製大型LEDビジョン「シアタービジョン」が設置されており、2021年シーズンよりJリーグクラブ「FC町田ゼルビア」とオフィシャルクラブパートナーを結んだことで、このビジョンを使った試合のパブリックビューイングにも活用されている。
ステーションコート
- 東急ストア
- グランベリーパーク郵便局
- メディモ（医療モール）

セントラルコート
- ギャザリングマーケット
  - イートインスペース（約30店舗の飲食店・食物販店が出店）
  - 成城石井

- ヒルサイドヴィラ
  - スノーピーク（飲食店併設の大型アウトドアショップ）

- モンベルヴィレッジ
  - モンベル（日本最大級の店舗）

- キッズディスカバリー
  - フードピクニック（フードコート、7店舗の飲食店が出店）
  - KFCレストラン（ブッフェ・食べ放題形式）
  - GiGO 南町田グランベリーパーク キッズディスカバリー（NHK Eテレのキャラクターが登場する「FUN VILLAGE with NHKキャラクターズ」併設）

- グリーンリビング
  - インテリアショップなどが出店

- ワンダーシアター
  - 109シネマズグランベリーパーク（シネマコンプレックス）
  - ひつじのショーンビレッジ ショップ＆カフェ
  - GiGO 南町田グランベリーパーク ワンダーシアター

#### 109シネマズグランベリーパーク
2006年3月17日にオープンした新棟オアシススクエアの2・3階部分にて「109シネマズグランベリーモール」として営業開始。町田市内で東急レクリエーションが手掛ける映画館は、1984年12月から2000年7月まで原町田六丁目9-7で営業していた『まちだ東急ル・シネマ』以来約6年ぶりとなった。
スクリーン数は10、座席数は1,759席。建物の4階と屋上は専用駐車場となっている。
2017年2月のグランベリーモール全館閉鎖に伴う一時閉館後も建物はそのまま残され、2019年11月に「109シネマズグランベリーパーク」としてリニューアルオープンした（建物自体もワンダーシアターと改称された）。メインのシアター9をIMAXレーザーに改装。また、3面スクリーンのULTRA 4DX（旧・4DX Screen）を109シネマズ系列で初導入した。2021年11月にはシアター1にプレミアムサウンドシアターSAIONを導入した。
内装のコンセプトは「グランピング」。「森の中にある映画館」をイメージし、ロビー中央にはシンボルツリーがそびえ立っており、これらの内装をシアター内の内装も兼ねて東映建工が担当している。3階にはシネマポイント会員専用のラウンジが用意されている。
| No. | 座席数 | 座席数          | 座席数 | 備考                        |
| No. | 通常   | エグゼク ティブ | 車椅子 | 備考                        |
| --- | ------ | --------------- | ------ | --------------------------- |
| 1   | 202    | 12              | 2      | SAION                       |
| 2   | 158    | 9               | 2      |                             |
| 3   | 148    | 8               | 2      |                             |
| 4   | 75     | 7               | 2      |                             |
| 5   | 76     | 7               | 2      |                             |
| 6   | 201    | 12              | 2      |                             |
| 7   | 84     | 6               | 2      |                             |
| 8   | 72     |                 |        | ULTRA 4DX（旧・4DX Screen） |
| 9   | 310    | 16              | 4      | IMAXレーザー                |
| 10  | 64     | 6               | 2      |                             |
| 計  | 1,390  | 83              | 20     |                             |

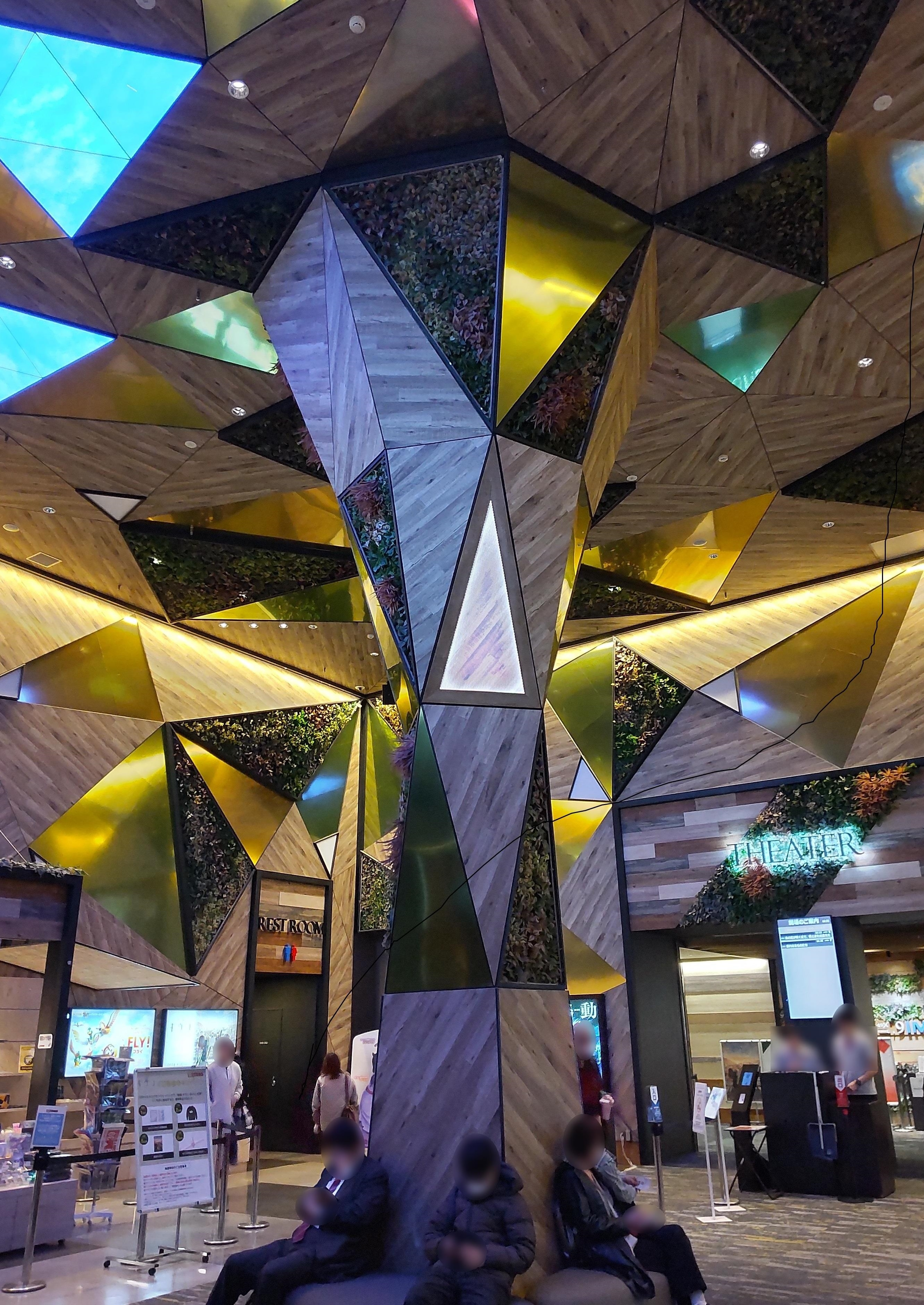
ロビーのシンボルツリー
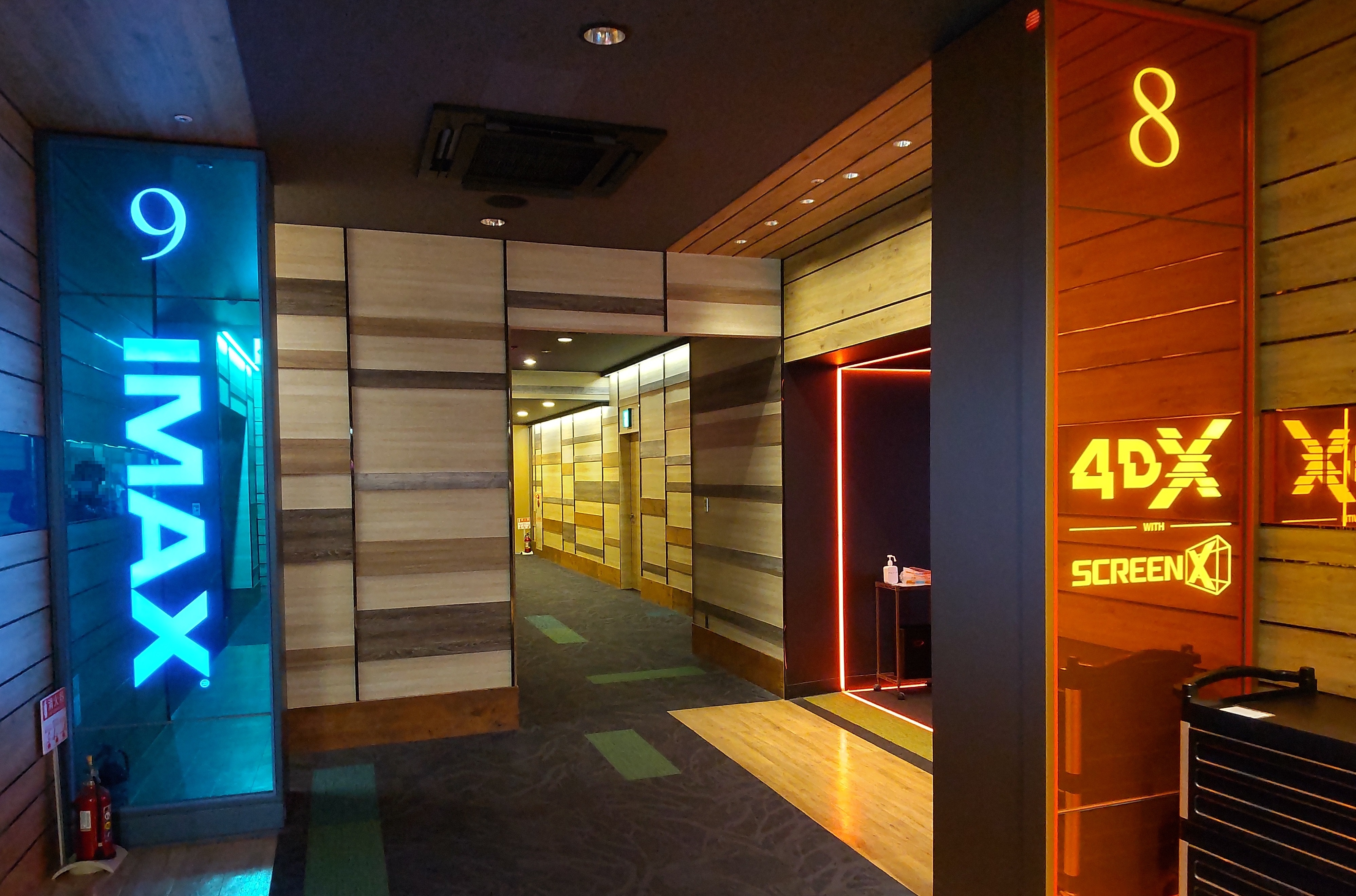
館内通路
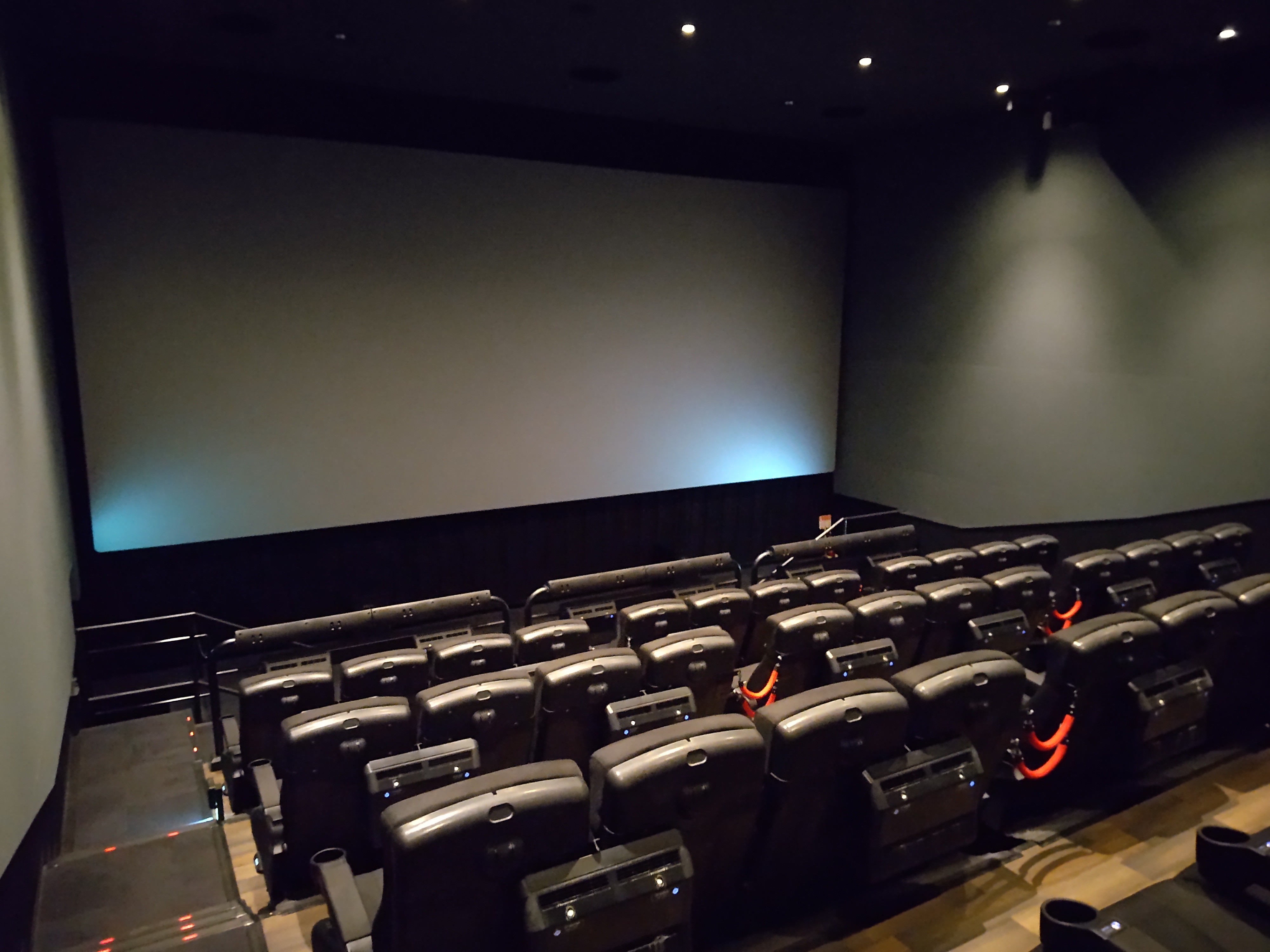
スクリーン8（ULTRA 4DX）

## ドレッセタワー南町田グランベリーパーク
東急が建設した地上34階建ての分譲タワーマンション（免震構造）で、ドレッセタワーとしては新綱島に次いで2棟目にあたり、町田市内の集合住宅としては2024年の竣工時点で市内最高層の建物である。2015年6月に町田市が策定した「南町田駅周辺地区拠点整備基本方針」において「都市型住宅ゾーン」として駅周辺再整備方針の当初から建設が検討されていた。
建設目的として、東急では生活圏に変化の生じない地域内での近距離移住を想定した「住み替えサイクル」を生み出すことで、若年ファミリー層など新たな居住層を呼び込みながら、まちの活力を維持することを目指している。住み替え後に既成住宅地の空き家化が進行しないよう、グランベリーパーク内には東急が運営する住まいの相談窓口を設置し、地域全体の住み替えサイクルを促進する。
「公園のまちにシンポルツリーを」をコンセプトとし、大庇や中庭等、随所に屋上緑化を施しているほか、建物低層部はまちとの調和を目指してアースカラーが選定された。商業施設とマンションは2階部分がデッキで接続され、駅から地上に降りることなく出入りが可能な構造である。70年の定期借地権分譲として販売され、借地期間終了後は建物を無償譲渡することで、購入者の解体実務負担がなくせるよう工夫されている。
計画地となった商業施設駅側エリア（ステーションコート）東側の土地（敷地面積7,223.50m2）には、グランベリーモールA駐車場（立体駐車場）が存在し、2017年から2019年にかけて進められた駅周辺の再整備工事の際は解体されずにそのまま残され、まちびらき後からしばらくの間は周辺混雑緩和のため、商業施設用の臨時駐車場として暫定利用された。その後、まちびらきから1年半が経過した2021年6月に駐車場跡地でマンションの建設が始まり、2024年1月に竣工し、同年3月から入居が開始された。南町田グランベリーパーク駅周辺地区計画において、同地の建築物等の高さの最高限度が120mに制限されていることから、その範囲内に収まるよう、高さは119.98mに抑えられている。
マンション1階部分には子育て支援施設が整備され、町田市が実施した同施設内に設置する認可保育所の事業者公募では、3事業者を超える応募の中からプロポーザル方式による選考で株式会社ベネッセスタイルケアが事業者として選定され、2024年4月に同社運営の私立認可保育園「ベネッセ 南町田グランベリーパーク保育園」が開園した。

## パークライフ・サイト

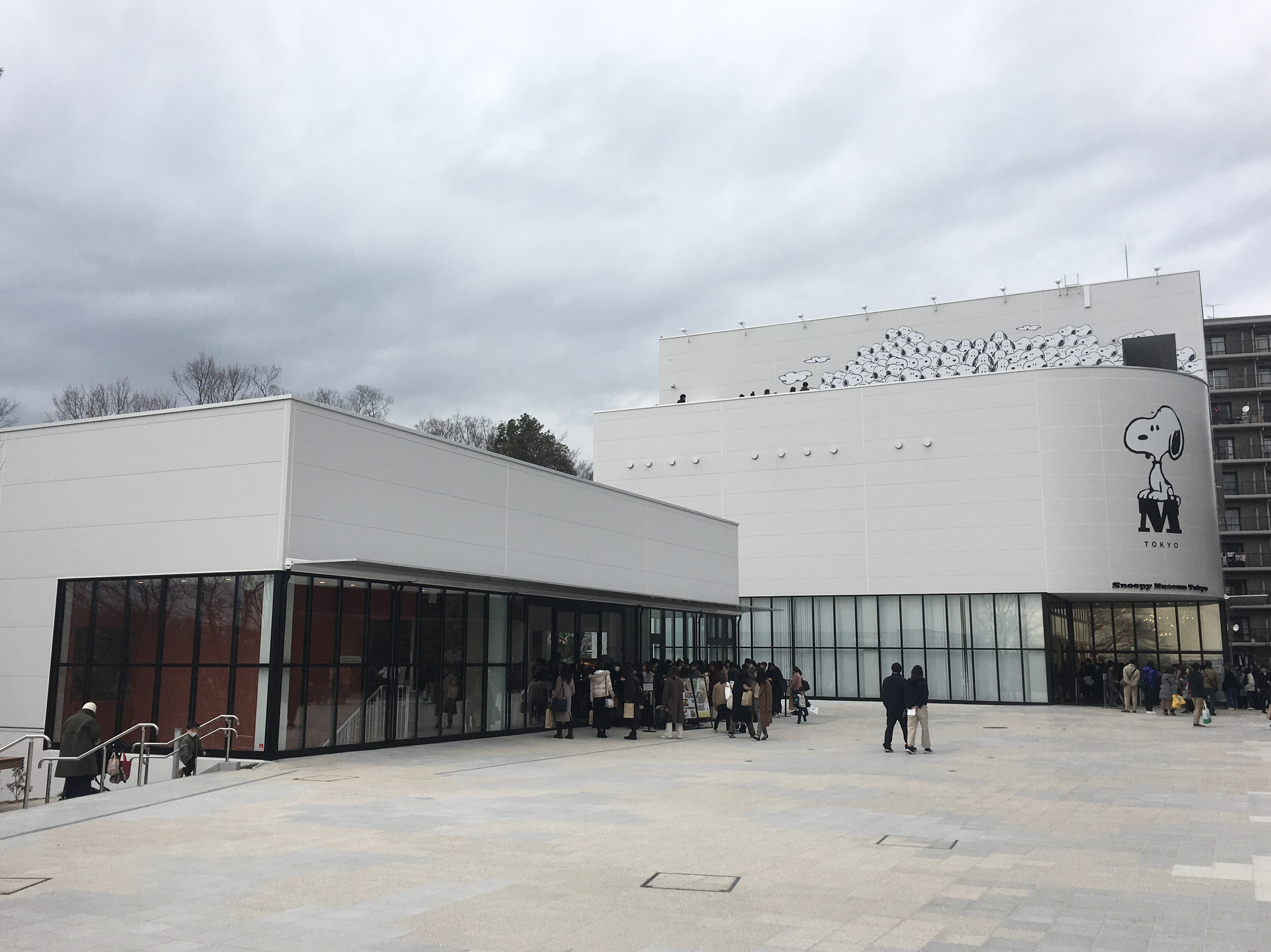
パークライフ・サイト全景（2020年1月）

商業施設エリアと鶴間公園の中間部分に位置し、ミュージアム棟とパークライフ棟の複合施設2棟と施設正面に設けられた「丘の広場（敷地面積約800m2）」で構成される。再開発に伴って廃道になった市道と鶴間公園の一部だった土地（敷地面積約5,000m2）を、商業施設1階の高さに合わせて盛土で嵩上げして整備された。広場は商業施設と直結し、鶴間公園とは高低差があるため階段で結ばれている。パークライフ棟は2019年11月13日に、ミュージアム棟（スヌーピーミュージアム）は2019年12月14日にそれぞれオープンした。

### ミュージアム棟（スヌーピーミュージアム）
港区六本木5丁目の麻布地区総合支所付近より移転。ソニー・ミュージックエンタテインメント傘下のソニー・クリエイティブプロダクツが運営するミュージアムである。

### パークライフ棟
丘の広場に面した1階にはスヌーピーミュージアムのカフェ（ミュージアム入場券が無くても利用可）と小規模私設図書館が、鶴間公園に面した地下には町田市の小型児童館が入居。水害時に避難情報が発令された際には、仮宿泊が可能な市の洪水時避難施設に指定されている。
- フロア構成
  - 1階
    - PEANUTS Cafe（ピーナッツカフェ）
    - まちライブラリー（小規模私設図書館、町田市立図書館図書資料受渡施設）

  - 地下1階
    - 南町田子どもクラブつみき（小型児童館、町田市初の民設民営施設）

## 交通
- 東急田園都市線の南町田グランベリーパーク駅グランベリーパーク改札を出て正面。
  - 旧グランベリーモール開業当初は、旧・南町田駅に夏休みや正月休み・ゴールデンウィークといった行楽期に限り急行が停車していた[74]が、2006年3月18日のダイヤ改正から土日祝休日に限り、急行が停車するようになった[39]。さらに2014年6月22日のダイヤ改正からは終日準急が設定されることになり、準急停車駅として設定された。
  - 南町田グランベリーパークのまちびらきに先立ち、2019年10月1日には駅名を南町田駅から南町田グランベリーパーク駅へと改称し、終日急行停車駅となった[30][31]。ホームドアやエスカレーターの設置、待合室の改装工事などが実施され、駅自体も完全リニューアルとなった[33]。
- 東名高速道路横浜町田インターチェンジや保土ヶ谷バイパス・国道16号・国道246号・町田街道（東京都道141号）などが近くに接続している。
- エリア内の市道は同再開発事業にあわせて、町田市によって2018年6月に愛称が付けられ、外周路は「南町田グランベリーウォーク」、鶴間公園の中間部を貫く道路は「鶴間パークウォーク」とそれぞれ命名された[75]。

## ギャラリー

南町田グランベリーパークの画像
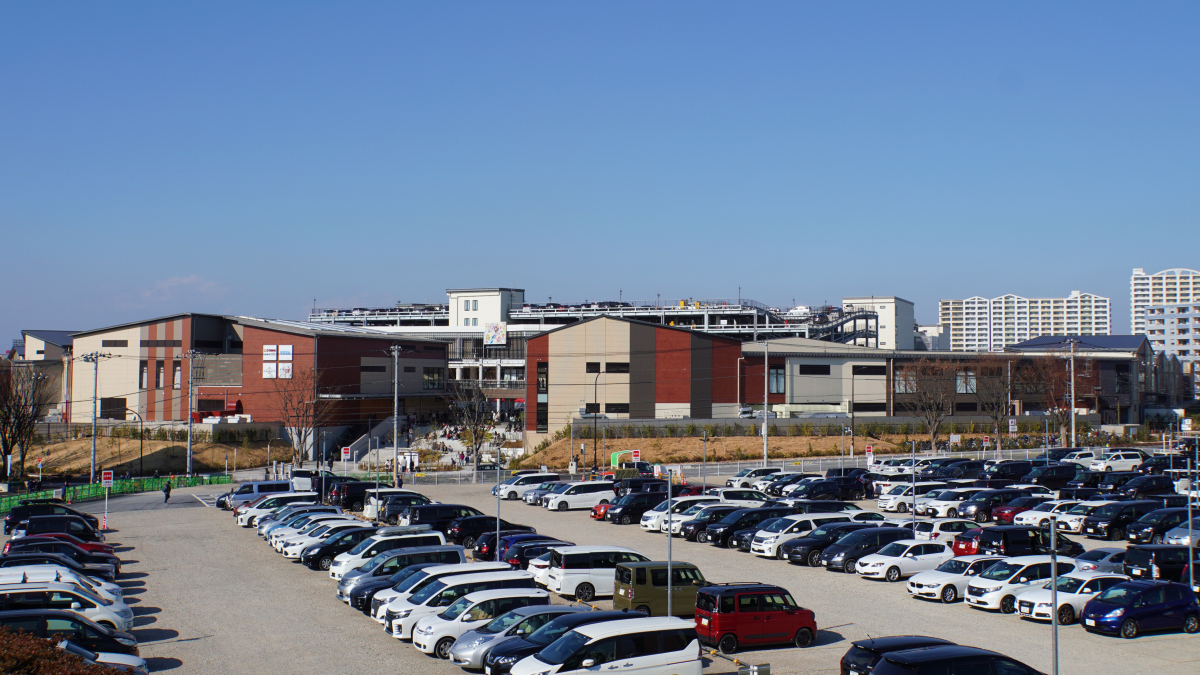
グランベリーパーク施設全景 （2020年1月）
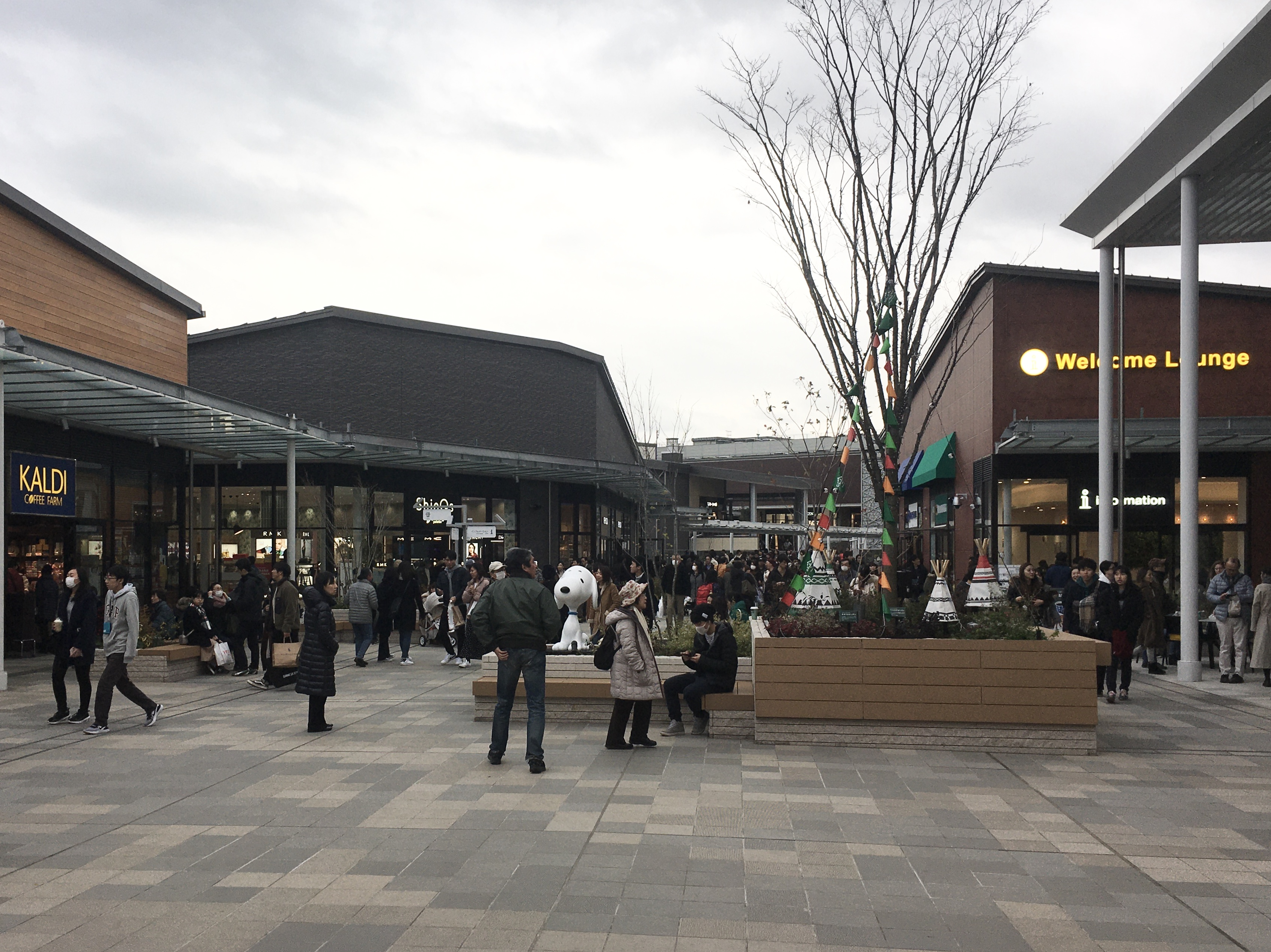
駅前のステーションコートエリア （2020年1月）
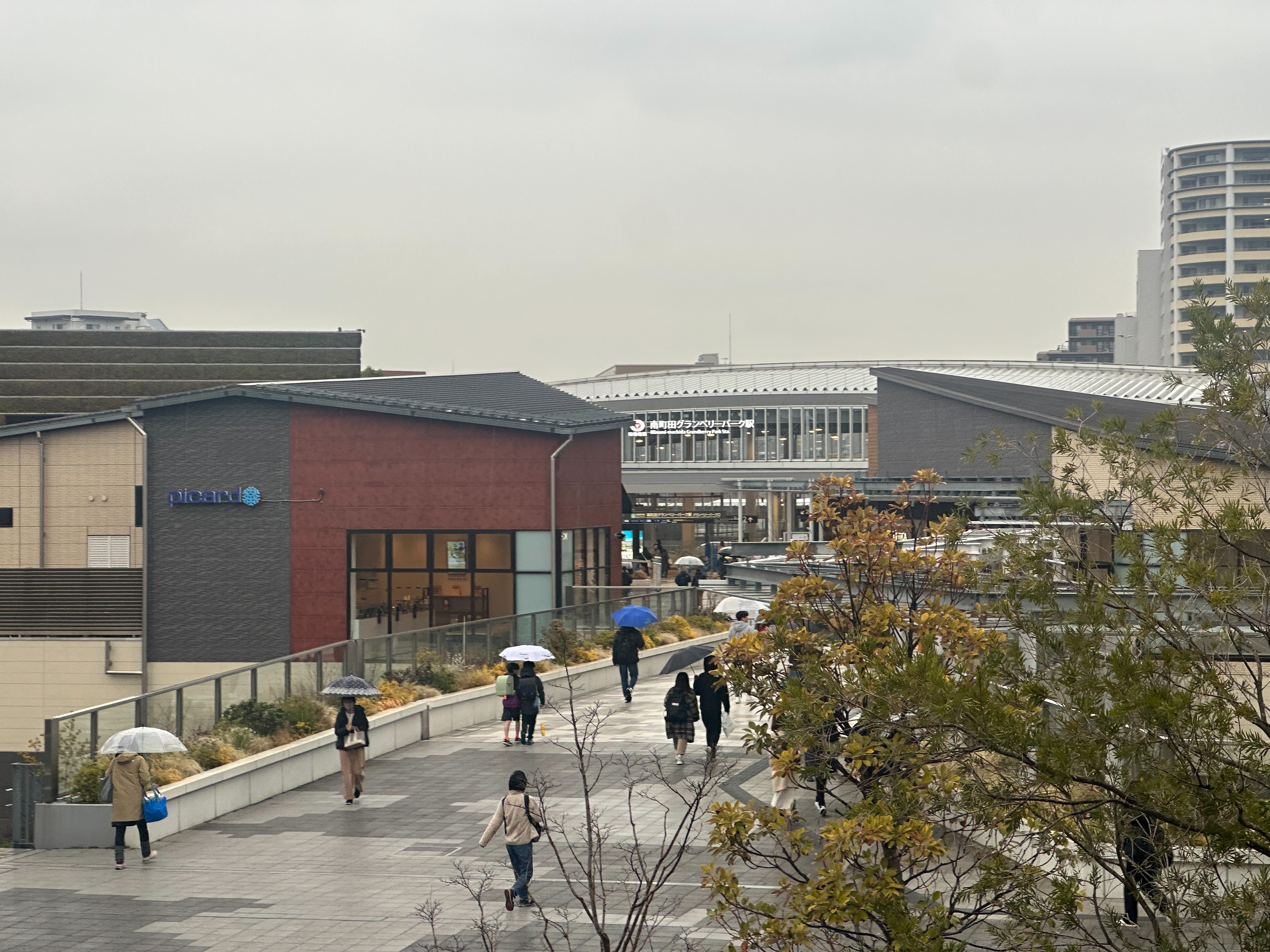
グランベリーブリッジ （2024年3月）
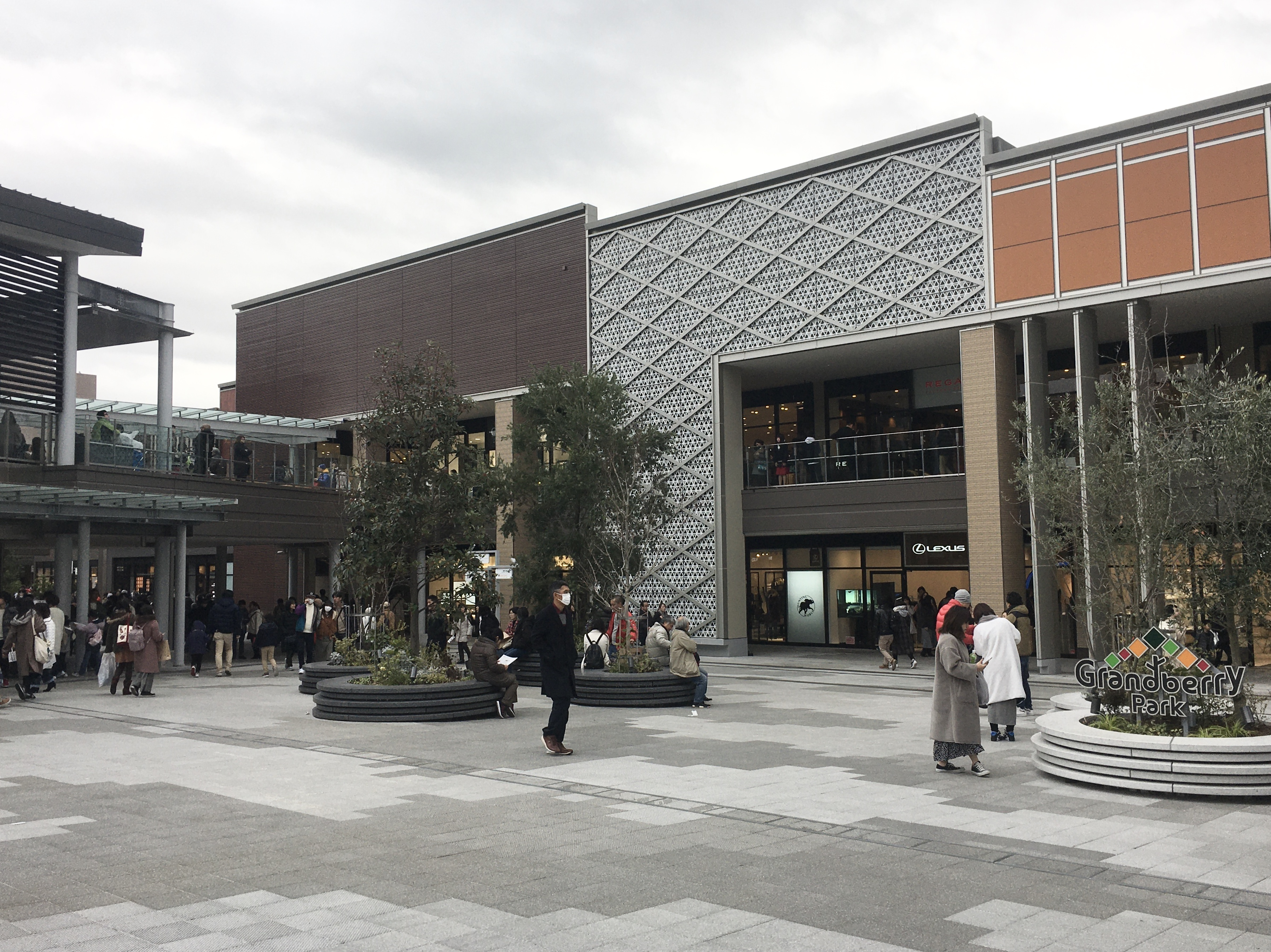
セントラルコートエリア北側のグランベリープラザ（2020年1月）
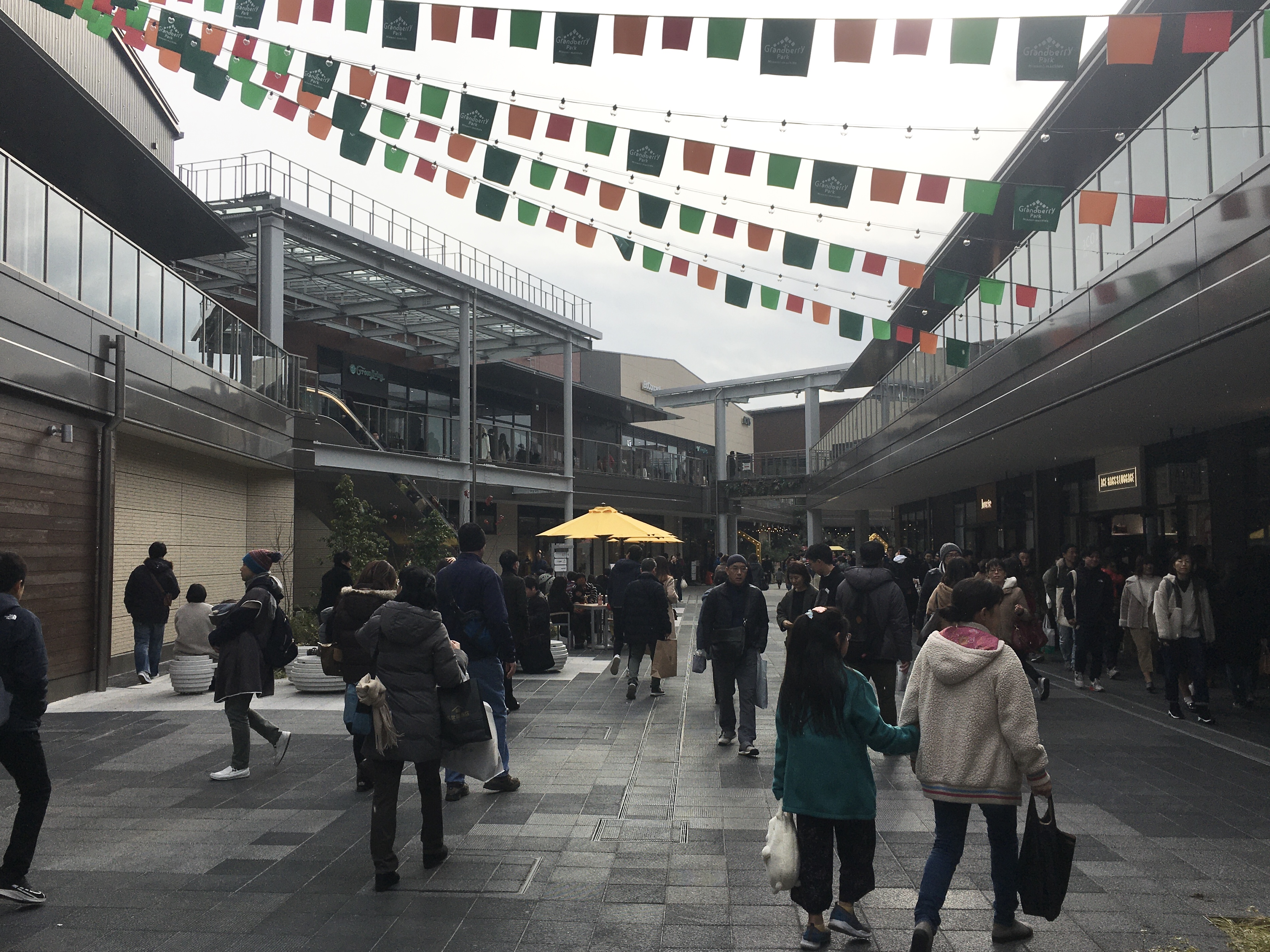
同エリア東側のアートプラザ付近 （2020年1月）
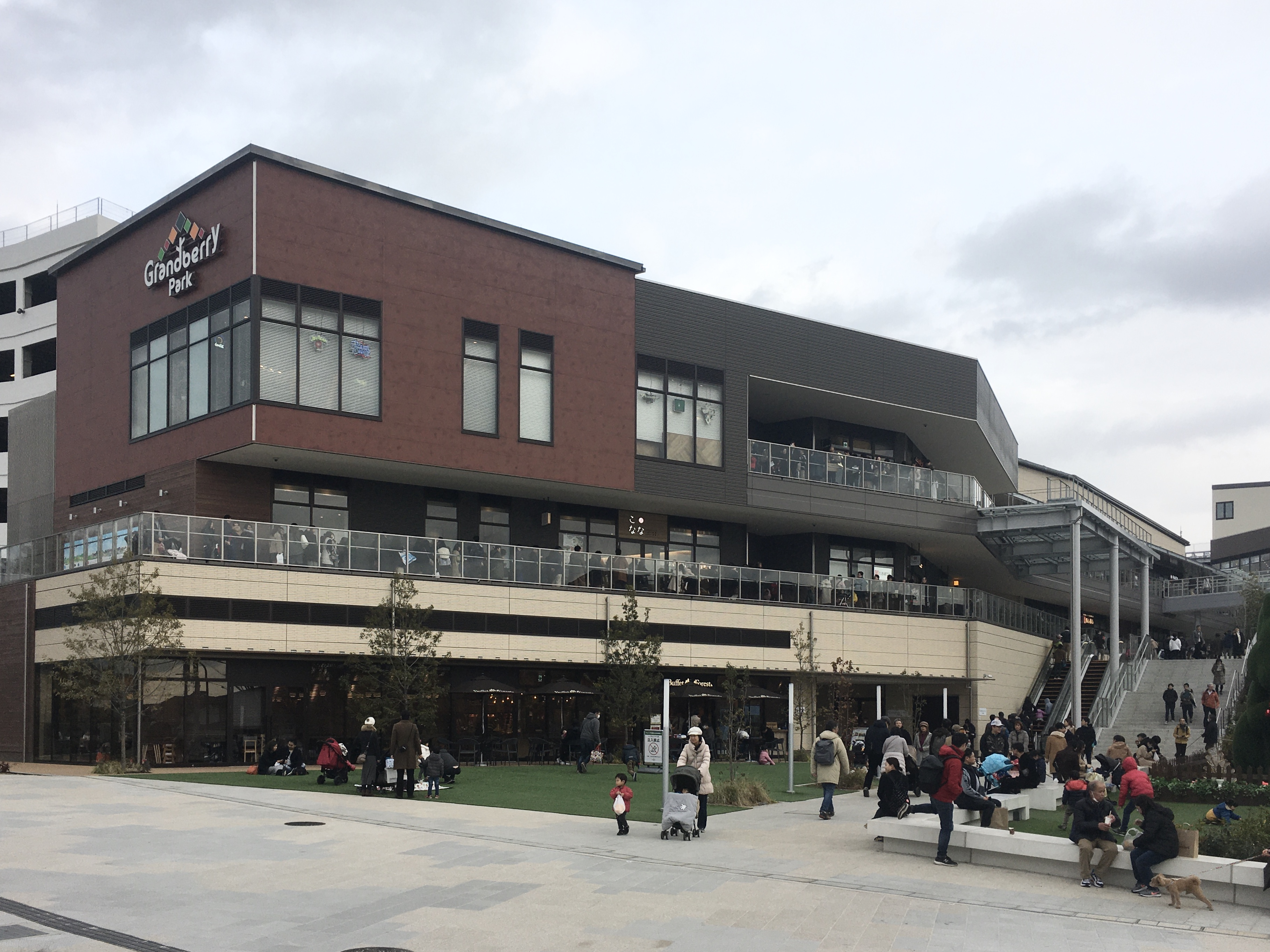
同エリア西側のパークプラザ付近 （2020年1月）
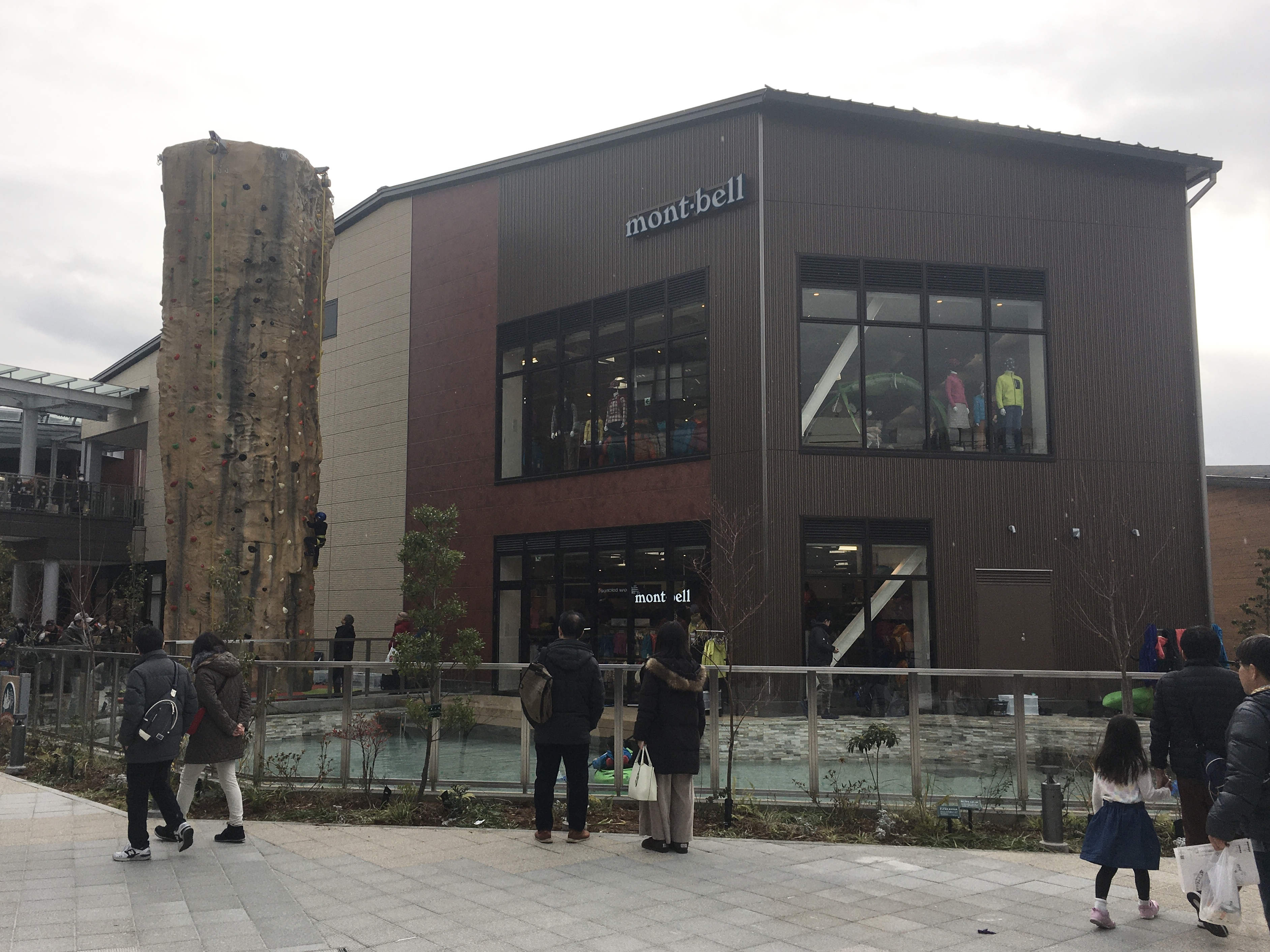
モンベルヴィレッジ （2020年1月）
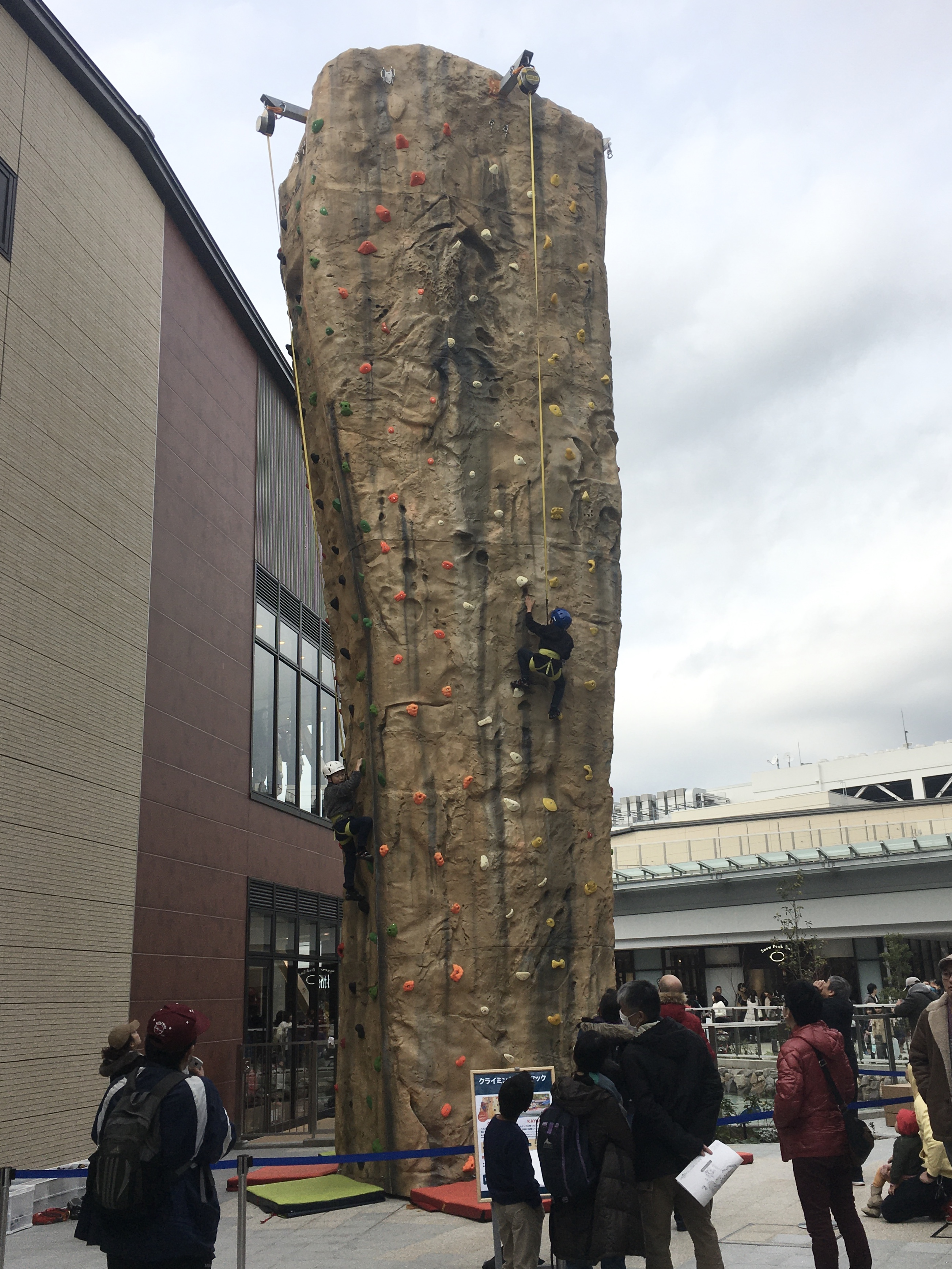
モンベルのクライミングピナクル （2020年1月）
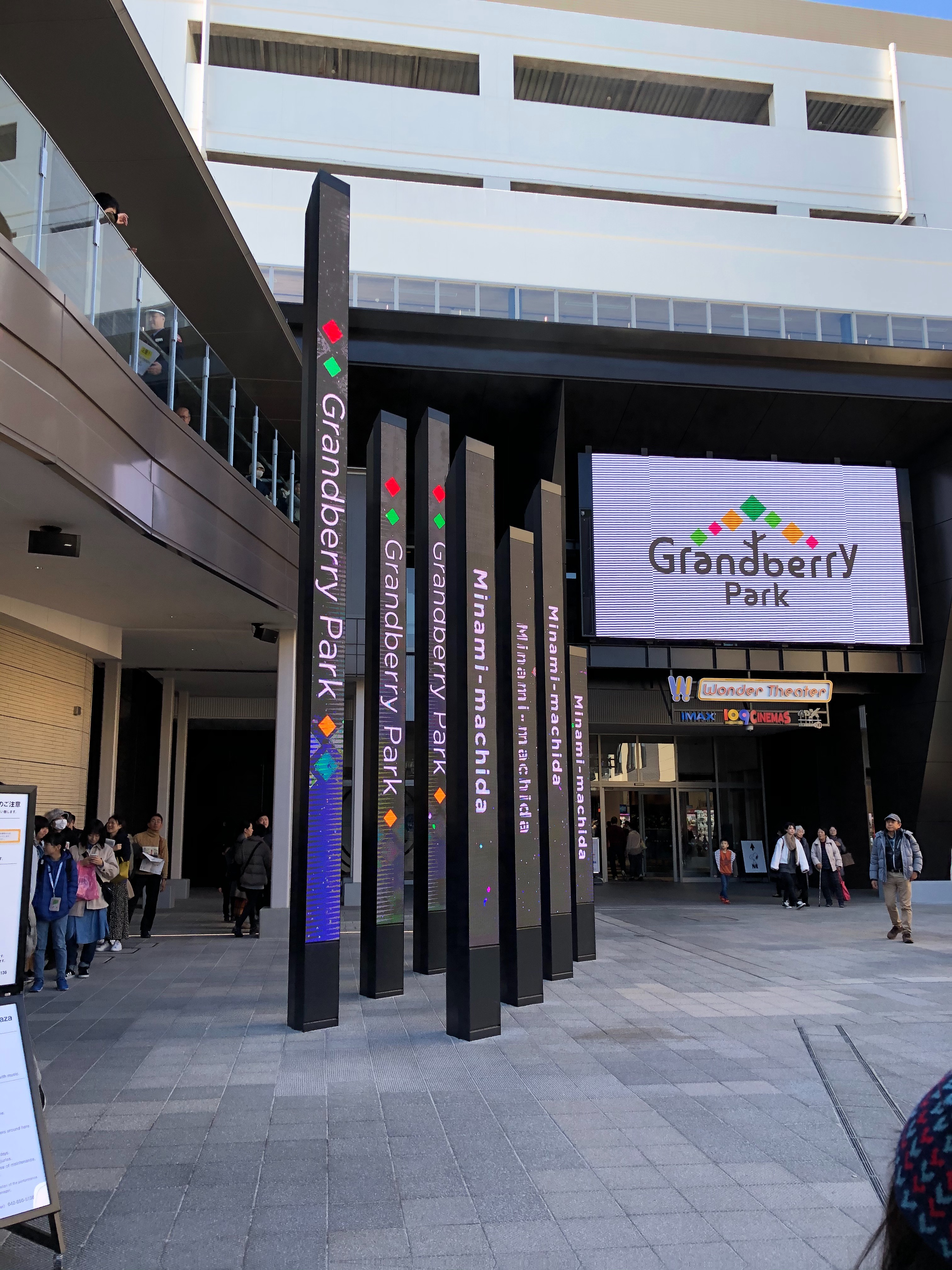
炎のオブジェとシアタービジョン （2020年1月）

旧グランベリーモールの画像
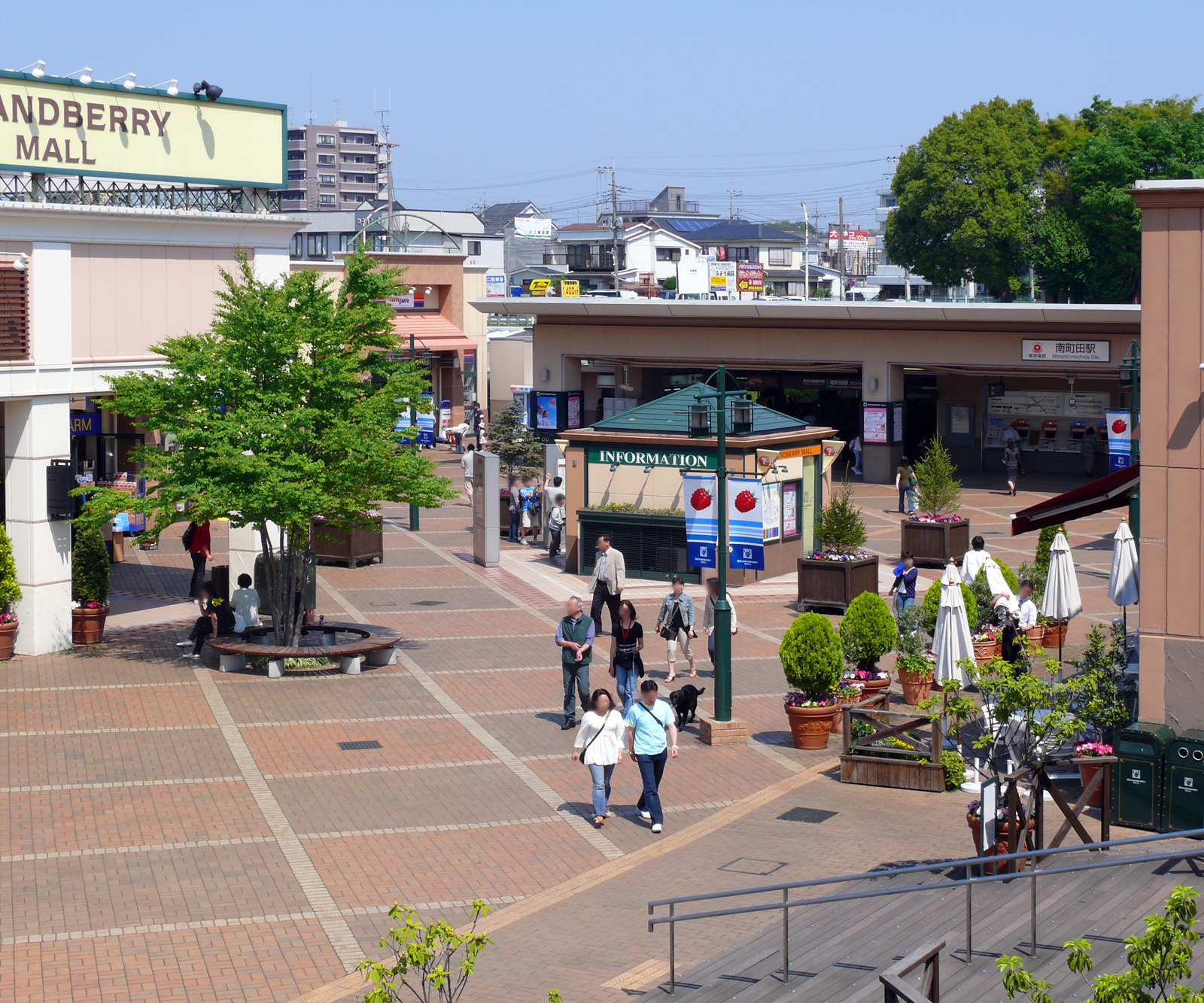
駅前広場「ステーションコート」 （2006年5月）
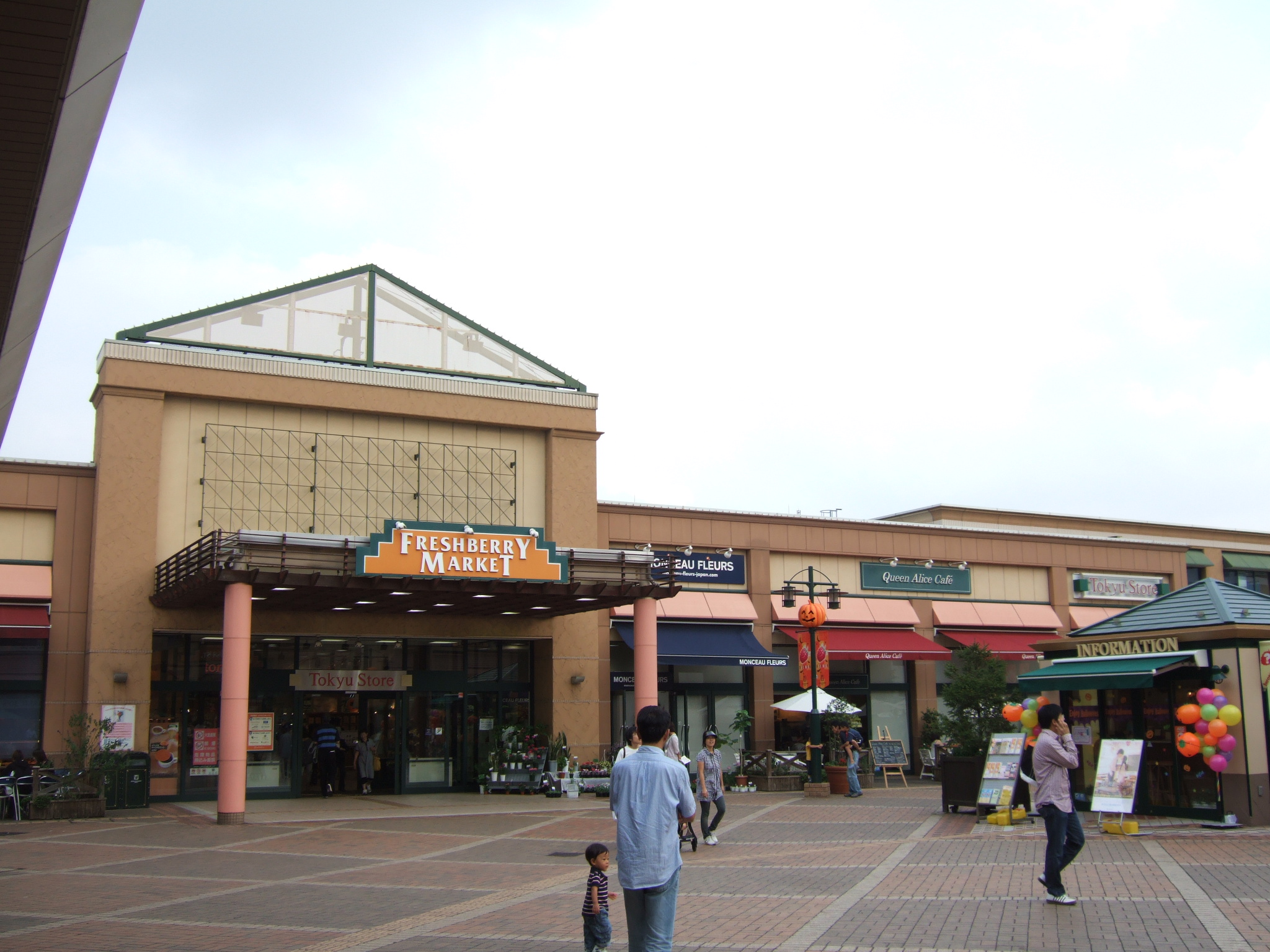
フレッシュベリーマーケット （2009年9月）
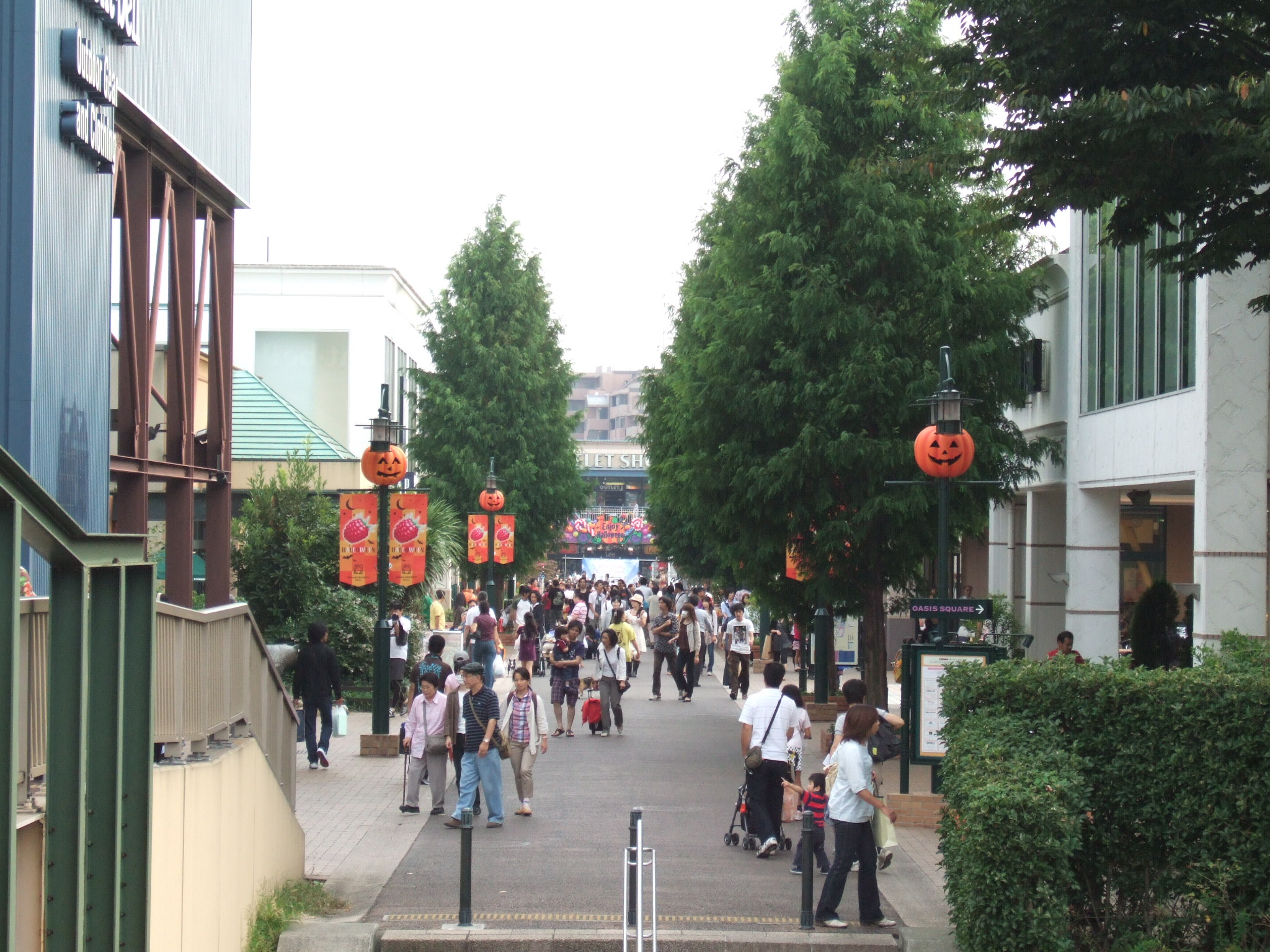
駅側から見たメインストリート （2009年9月）
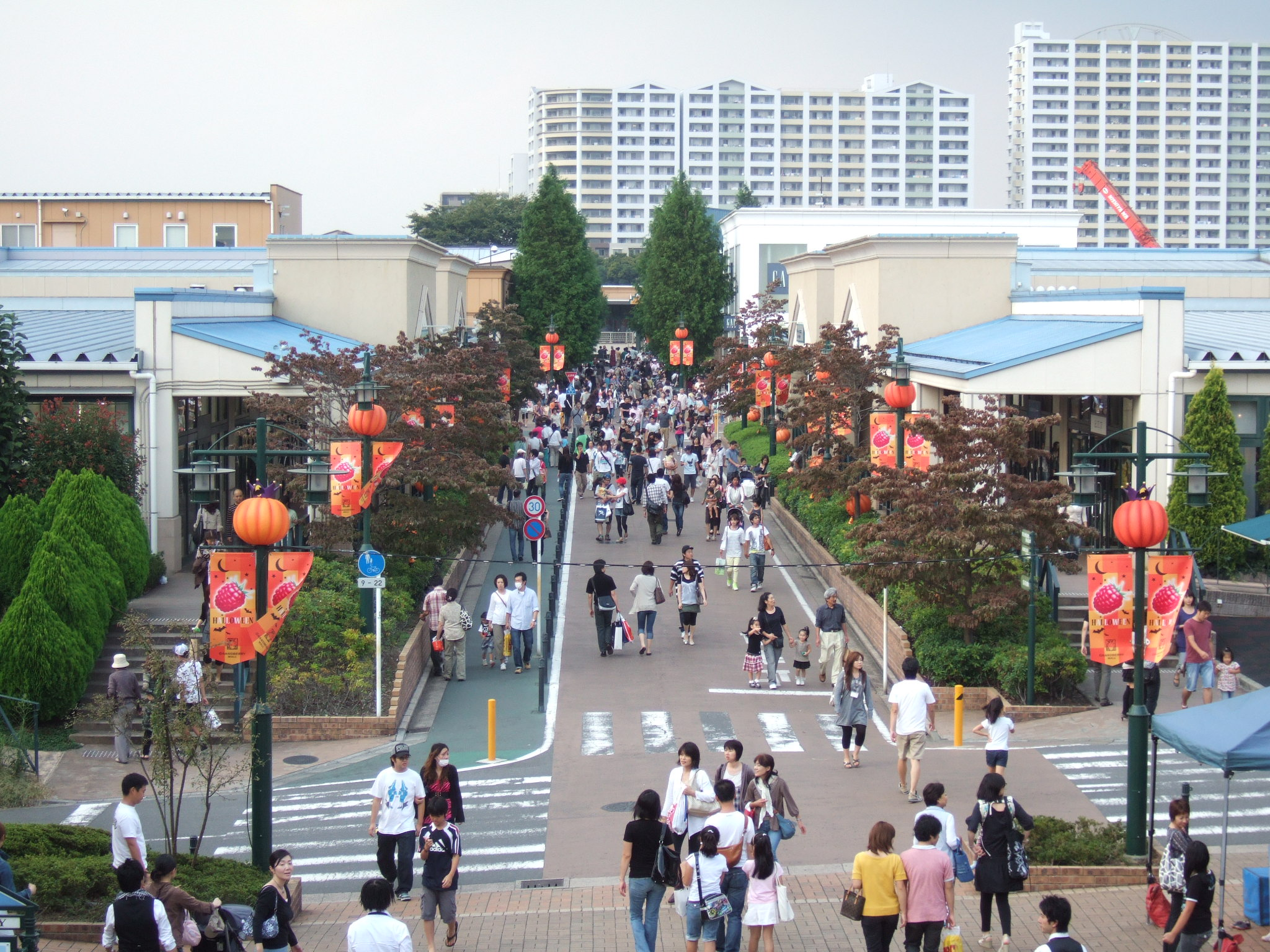
サウスコート側から見たメインストリート （2009年9月）
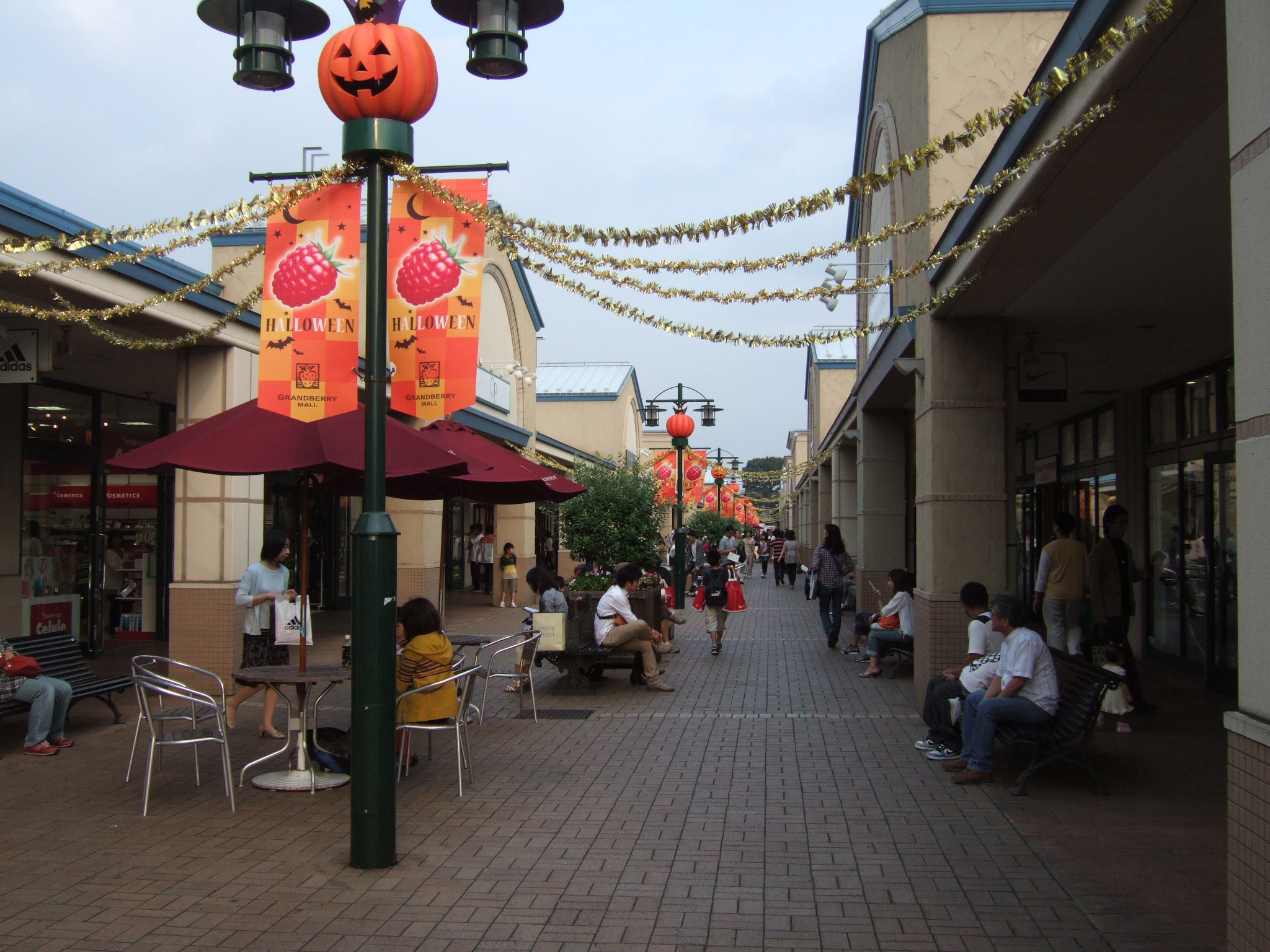
ストリートの一角 （2009年9月）
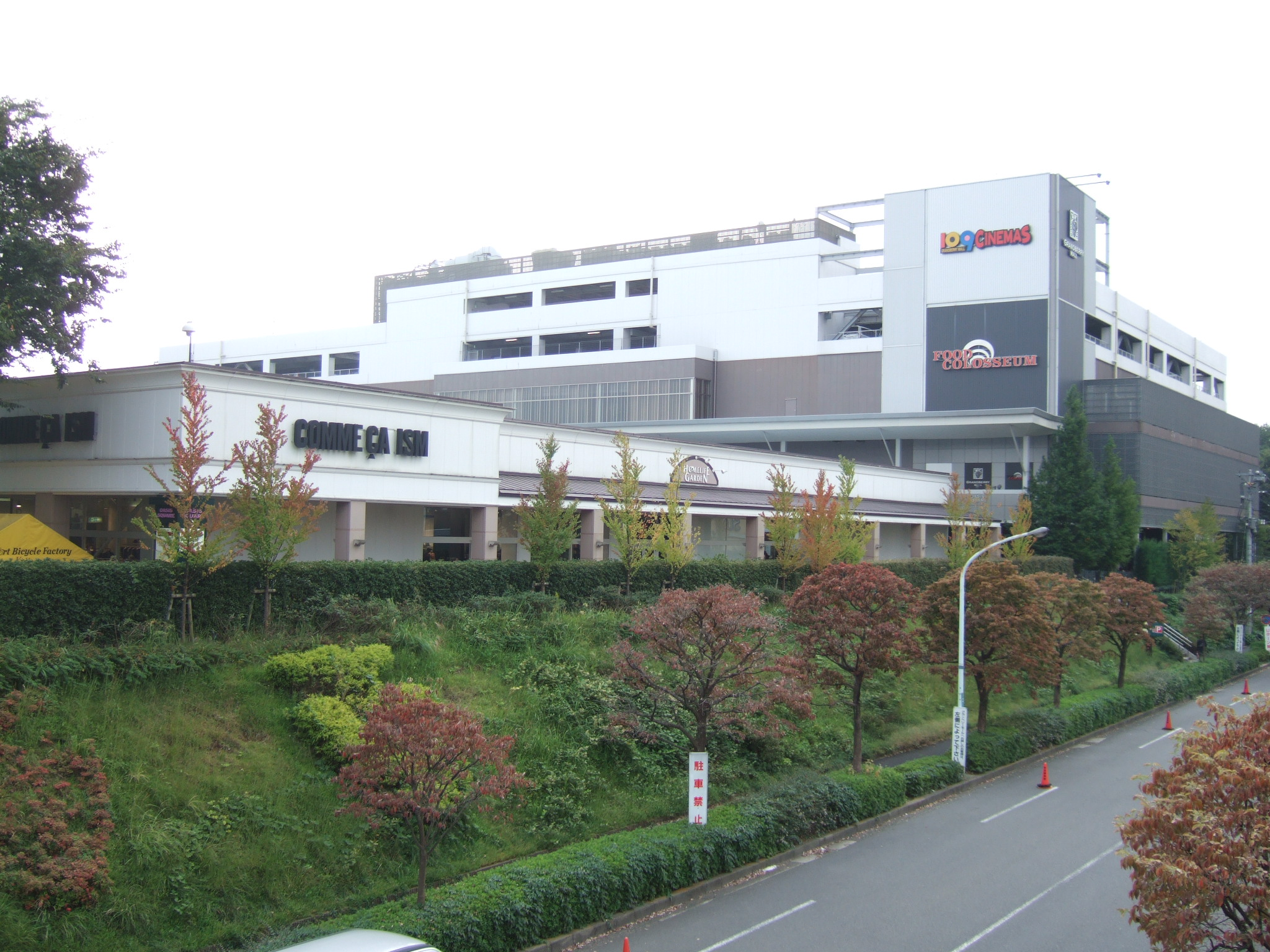
ホームライフガーデン（手前）とオアシススクエア （2009年9月）